# Copa Norte de Futebol de 1997
A Copa Norte de 1997 foi a primeira edição do principal torneio entre clubes do Norte brasileiro, se considerando apenas a fase moderna da disputa. A competição disputada por 10 clubes de seis estados da Região Norte mais Maranhão e Piauí, foi sediada nas cidades de Belém e Rio Branco  e teve como campeão o Rio Branco do Acre.

## Participantes
| Estado   | Equipe        | Cidade     |
| -------- | ------------- | ---------- |
| Acre     | Rio Branco    | Rio Branco |
| Acre     | Independência | Rio Branco |
| Amapá    | Ypiranga      | Macapá     |
| Amazonas | Nacional      | Manaus     |
| Maranhão | Imperatriz    | Imperatriz |
| Pará     | Clube do Remo | Belém      |
| Pará     | Tuna Luso     | Belém      |
| Piauí    | 4 de Julho    | Piripiri   |
| Rondônia | Ji-Paraná     | Ji-Paraná  |
| Roraima  | Baré          | Boa Vista  |

## Grupo A
| 23 de março | Imperatriz | 4 - 2 | 4 de Julho |  |
|             |            |       |            |  |

| 23 de março | Tuna Luso | 0 - 0 | Ypiranga |  |
|             |           |       |          |  |

| 25 de março | Ypiranga | 1 - 1 | Imperatriz |  |
|             |          |       |            |  |

| 25 de março | Remo | 2 - 0 | 4 de Julho |  |
|             |      |       |            |  |

| 27 de março | Remo | 2 - 0 | Ypiranga |  |
|             |      |       |          |  |

| 27 de março | Tuna Luso | 2 - 3 | Imperatriz |  |
|             |           |       |            |  |

| 30 de março | 4 de Julho | 1 - 1 | Ypiranga |  |
|             |            |       |          |  |

| 30 de março | Remo | 4 - 1 | Tuna Luso |  |
|             |      |       |           |  |

| 1 de abril | Tuna Luso | 1 - 1 | 4 de Julho |  |
|            |           |       |            |  |

| 1 de abril | Remo | 2 - 0 | Imperatriz |  |
|            |      |       |            |  |

| Pos. | Equipe      | J | V | E | D | GM | GS | SG | Pts. |
| ---- | ----------- | - | - | - | - | -- | -- | -- | ---- |
| 1    | Remo        | 4 | 4 | 0 | 0 | 10 | 1  | +9 | 12   |
| 2    | Imperatriz  | 4 | 2 | 1 | 1 | 8  | 7  | +1 | 7    |
| 3    | Ypiranga-AP | 4 | 0 | 3 | 1 | 2  | 4  | -2 | 3    |
| 4    | 4 de Julho  | 4 | 0 | 2 | 2 | 4  | 8  | -4 | 2    |
| 5    | Tuna Luso   | 4 | 0 | 2 | 2 | 4  | 8  | -4 | 2    |

## Grupo B
| 23 de março | Nacional | 1 - 1 | Ji-Paraná |  |
|             |          |       |           |  |

| 23 de março | Independência | 2 - 1 | Baré |  |
|             |               |       |      |  |

| 25 de março | Baré | 1 - 1 | Nacional |  |
|             |      |       |          |  |

| 25 de março | Rio Branco | 0 - 0 | Ji-Paraná |  |
|             |            |       |           |  |

| 27 de março | Rio Branco | 1 - 0 | Baré |  |
|             |            |       |      |  |

| 27 de março | Independência | 0 - 1 | Nacional |  |
|             |               |       |          |  |

| 30 de março | Ji-Paraná | 1 - 0 | Baré |  |
|             |           |       |      |  |

| 30 de março | Independência | 0 - 1 | Rio Branco |  |
|             |               |       |            |  |

| 1 de abril | Independência | 0 - 1 | Ji-Paraná |  |
|            |               |       |           |  |

| 1 de abril | Rio Branco | 4 - 1 | Nacional |  |
|            |            |       |          |  |

| Pos. | Equipe        | J | V | E | D | GM | GS | SG | Pts. |
| ---- | ------------- | - | - | - | - | -- | -- | -- | ---- |
| 1    | Rio Branco    | 4 | 3 | 1 | 0 | 6  | 1  | +5 | 10   |
| 2    | Ji-Paraná     | 4 | 2 | 2 | 0 | 3  | 1  | +2 | 8    |
| 3    | Nacional      | 4 | 1 | 2 | 1 | 4  | 6  | -2 | 5    |
| 4    | Independência | 4 | 1 | 0 | 3 | 2  | 4  | -2 | 3    |
| 5    | Baré          | 4 | 0 | 1 | 3 | 2  | 5  | -3 | 1    |

## Final
| 17 de abril | Rio Branco | 0 - 0 | Remo |  |
|             |            |       |      |  |

| 4 de maio | Remo | 1 - 2 | Rio Branco |  |
|           |      |       |            |  |

| Campeão do Norte de 1997 |
| ------------------------ |
| Rio Branco               |